# 495号州际公路 (马萨诸塞州)
495号州际公路（英語：Interstate 495，简称I-495），是美国州际公路系统的一部分，该条公路是95号州际公路在马萨诸塞州境内的一条辅助线。其北起薩利斯布瑞，南至瓦瑞罕，全长120.74英里（194.31），以波士顿为中心，大约30英里为半径环绕整个大波士顿地区。尽管该公路名为“州际公路”，但是全部路段均位于马萨诸塞州境内。在位于宾州的476号州际公路于1996年改造完成之前，麻省的495号州际公路一直是州际公路系统中最长的辅助线。